# パンツァネッラ

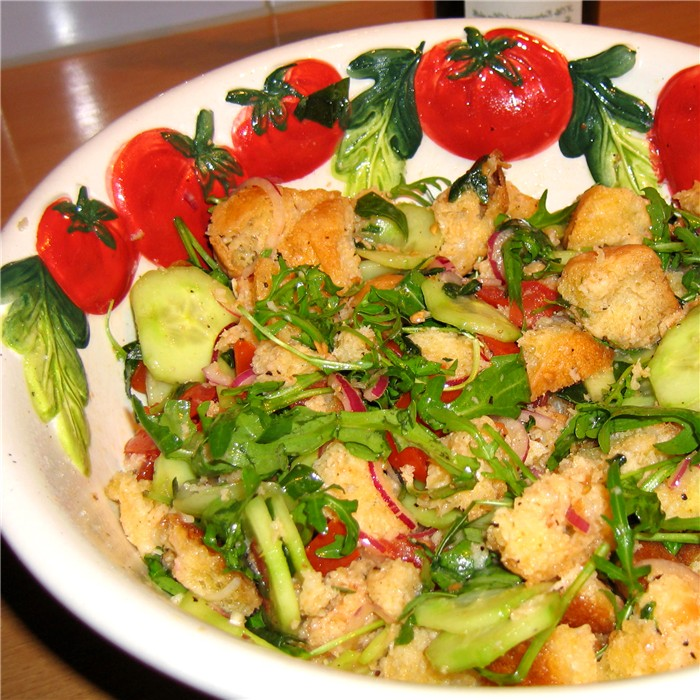
パンツァネッラ

パンツァネッラ（Panzanella [pantsaˈnɛlla] 、パンモッレpanmolle [pamˈmɔlle]）は、夏に人気のトマトとパンを使ったイタリア、トスカーナ州で食されるイタリア料理である。
塩やバターを使わないトスカーナ伝統製法のパンであるパーネ・トスカーノは作った次の日には固くなってしまう。固くなったパーネ・トスカーノを再利用する料理には様々なものがあり、パンツァネッラもそういった再利用料理の1つで、有名な料理でもある。固くなったパンに水を吸わせて絞り、野菜と和えて、ビネガーやオリーブオイルと合わせてサラダ仕立てにする。トスカーナ州以外のイタリア中部の地域でも、よく食されている。

## 歴史
16世紀の芸術家で詩人のアーニョロ・ブロンズィーノがトーストを入れた油と酢と玉ねぎを賞賛し、後に玉ねぎ、スベリヒユ、キュウリのサラダについて語った。この記述がパンツァネッラについて語ったものだと解釈されている。

## 原材料
20世紀までトマトではなく、タマネギをベースにしていた。
現代においては、通常、水に浸してから絞った古いパン、トマト、オリーブオイル、酢、塩、コショウから出来ている。さらにタマネギとバジルがしばしば追加される。それ以上の食材を投入する場合もあるが、 フィレンツェの伝統主義者はそれらの投入されたサラダに難色を示している。